# ماکسیم روداکوف
ماکسیم روداکوف (روسی: Максим Алексеевич Рудаков؛ زادهٔ ۲۲ ژانویهٔ ۱۹۹۶) بازیکن فوتبال اهل روسیه است.
از باشگاه‌هایی که در آن بازی کرده‌است می‌توان به باشگاه فوتبال هونکا، باشگاه فوتبال روتور ولگوگراد، باشگاه فوتبال روستوف، و باشگاه فوتبال هلسینکی اشاره کرد.
وی همچنین در همه رده‌های پایه تیم‌های ملی فوتبال بازی کرده‌است.

## دوران باشگاهی
روداکوف اولین بازی خود را در لیگ فوتبال حرفه‌ای روسیه برای زنیت پنزا در ۳ سپتامبر ۲۰۱۶ در بازی مقابل باشگاه فوتبال کالوگا انجام داد.
روداکوف در ۲۱ دسامبر ۲۰۱۷ به صورت قرضی برای یک سال با گزینه تمدید به باشگاه فنلاندی هلسینکی پیوست.در ۹ نوامبر ۲۰۱۸، HJK تأیید کرد که قرارداد قرضی روداکوف برای یک فصل دیگر تمدید شده‌است.
در ۱۲ فوریه ۲۰۲۰، او قراردادی ۴/۵ ساله با باشگاه فوتبال روستوف از باشگاه‌های لیگ برتر فوتبال روسیه امضا کرد.او اولین بازی خود را در لیگ برتر روسیه برای روستوف در ۱۶ مه ۲۰۲۱ در بازی مقابل باشگاه فوتبال کراسنودار انجام داد.
در ۱۶ ژوئیه ۲۰۲۱، او به صورت قرضی برای فصل ۲۰۲۱–۲۰۲۲ به باشگاه فوتبال روتور ولگوگراد پیوست.در ۱۰ اوت ۲۰۲۱، قرارداد زودتر از موعد با توافق طرفین فسخ شد و در ۲۵ دسامبر ۲۰۲۱، روستوف اعلام کرد که روداکوف به فنلاند باز خواهد گشت و برای فصل ۲۰۲۲ به صورت قرضی به باشگاه فوتبال هونکا خواهد پیوست.

## دوران ملی
روداکوف در تیم ملی فوتبال زیر ۱۹ سال روسیه در مسابقات قهرمانی اروپا زیر ۱۹ سال ۲۰۱۵، که روسیه نایب قهرمان شد، حضور داشت، اما در هیچ مسابقه‌ای بازی نکرد.